# ブリティッシュ・ウェスティングハウス
ブリティッシュ・ウェスティングハウス（英: British Westinghouse Electrical and Manufacturing Company、ブリティッシュ・ウェスティングハウス・エレクトリカル・アンド・マニュファクチャリング・カンパニー、1902年 - 1919年）は、アメリカ合衆国の電気機関及び電気機械器具製造会社であるウェスティングハウス・エレクトリックの駐イギリスの子会社。1919年にメトロポリタン・キャリッジ（メトロポリタン＝ヴィッカース）に売却された。

## 創立
ウェスティングハウス・エレクトリックの創立者ジョージ・ウェスティングハウスは1899年、英国投資家からの出資金と自己資金を合わせ、イギリスのマンチェスター州トラフォードのトラフォード・パークにブリティッシュ・ウェスティングハウスの建設を開始し、1902年から製造を開始した。
同年にはライバルのブリティッシュ・トムソン・ヒューストン社（BTH）も製造を開始しており、BTHはゼネラル・エレクトリックが過半数を所有していた。したがって、ブリティッシュ・ウェスティングハウスとBTHのあいだの競争は、親会社であるアメリカのGEとウェスティングハウスの競争と同じであった。1902年から1906年にかけてBTHで誘導電動機開発に従事したベルギー人の電気技師ポール・モッセイ、1906年にはブリティッシュ・ウェスティングハウスで働き始め、発電機をさらに大型にした。

## 親会社の経営難
1907年、アメリカの親会社ウェスティングハウスが経営難に陥り、ブリティッシュ・ウェイステイングハウスにも管財人が選任された。ジョージ・ウェスティングハウスは社長として残留したものの経営権を失ったので、子会社ブリティッシュ・ウェスティングハウスは独立性が高まることになった。
1910年には経営委員会が会長のジョージ・ウェステングハウスを解任した。親会社ウェスティングハウスはそれでもブリティッシュ・ウェイスティングハウスの株式半数を保有していた。
第一次世界大戦中の1916年、ブリティッシュ・ウェイスティングハウスはアメリカに業績を妨げられたとして、資本をイギリス企業に求めることにし、1917年にはメトロポリタン・キャリッジ・アンド・ワゴン・カンパニー（MCCW）が経営権を取得したが、同年にMCCW取締役会はヴィッカーズ（Vickers Limited）との合併も決定。
1919年、メトロポリタン・キャリッジはヴィッカーズと合併してメトロポリタン＝ヴィッカースと改称し、ブリティッシュ・ウェスティングハウスも同時にヴィッカーズ傘下となった。

## 製品
開発された製品はガスエンジン、蒸気機関、発電機、変圧器、変電機、メーター、モーター、制御装置、アーク灯など。
第一次世界大戦のときにはブリティッシュ・ウェイスティングハウスは、戦争省の軽便鉄道の狭軌機関車のための小型ガソリン電気トランスミッションを製造した。